# Festival des 3 Continents 2004
Le Festival des 3 Continents 2004, 26e édition du festival, s'est déroulé du 23 novembre 2004 au 30 novembre 2004.

## Jury
- Bertrand Burgalat : musicien français
- Michelangelo Frammartino : réalisateur italien
- Brendan Grant : réalisateur irlandais
- Skuli Fr. Malnquist : producteur islandais
- Lucia Sanchez : actrice espagnole
- Maya Sansa : actrice italienne
- Michel Subor : acteur français

## Sélection

### En compétition
Source : Festival des 3 Continents
| Titre                                      | Réalisation                       | Pays      |
| ------------------------------------------ | --------------------------------- | --------- |
| Un héros (O Heroi)                         | Zézé Gamboa                       | Angola    |
| Bombón el Perro (Bombon le chien)          | Carlos Sorín                      | Argentine |
| Une sur deux (Una de dos)                  | Alejo Hernan Taube                | Argentine |
| Jour et Nuit (日日夜夜, Rì rì yè yè)       | Wang Chao                         | Chine     |
| Le chemin (Margam)                         | Rajiv Vijay Raghavan              | Inde      |
| Le vent peut bien souffler (Hava aney dey) | Partho Sen-Gupta                  | Inde      |
| Boutique                                   | Hamid Nematollah                  | Iran      |
| Prendre femme (Ve'Lakhta Lehe Isha)        | Shlomi Elkabetz et Ronit Elkabetz | Israël    |
| Le Retour (帰郷, Kikyō)                    | Koji Hagiuda                      | Japon     |
| Tarfaya                                    | Daoud Aoulad Syad                 | Maroc     |

### Autres programmations[2]
- Hommage à Tu Duu-Chih, ingénieur du son taïwanais
- Hommage à Ramsis Marzouk, directeur de la photographie égyptien
- Hommage à la famille Bracho (Julio Bracho, Andrea Palma, Jesús Bracho, Diana Bracho) : trois générations de cinéma mexicain
- Histoire du cinéma afghan
- Films rares d'Abbas Kiarostami

## Palmarès[2]
- Montgolfière d'or : Jour et Nuit de Wang Chao
- Montgolfière d'argent : Bombón el Perro de Carlos Sorín
- Prix spécial du jury : Une sur deux (Una de dos) d'Alejo Hernan Taube
- Prix d’interprétation féminine : Golshifteh Farahani  dans Boutique
- Prix d’interprétation masculine : Juan Villegas dans Bombón el Perro
- Mention spéciale à Simon Abkarian dans Prendre femme
- Prix du Jury Jeune : Jour et Nuit de Wang Chao
- Prix du public : Un héros (O Heroi) de Zézé Gamboa